# Блэнд, Мартин
Джон Ма́ртин Блэнд (англ. John Martin Bland, род. 6 марта 1947, Стокпорт, Большой Манчестер) — британский статистик. Профессор медицинской статистики в Йоркском университете с 2003 года. Блэнд известен своими работами в медицинской статистике, в частности, методологией сравнительных методов исследований, таких как диаграмма Блэнда — Альтмана.
Блэнд родился в Стокпорте и получил степень бакалавра, магистра и диплом Имперского колледжа Лондона, после чего получил степень доктора эпидемиологии в Лондонском университете. С 1976 по 2003 год работал в медицинской школе больницы св. Георгия в Лондонском университете.
Научные интересы включают разработку и анализ клинических измерительных исследований и кластерных рандомизированных клинических исследований. В медицинском еженедельнике «The Lancet» его статья 1986 года, написанная в соавторстве с Дугом Альтманом о статистических методах оценки взаимодействия между двумя методами клинических измерений, является самой цитируемой — более 28 тысяч раз — и входит в 30 самых цитируемых статей когда-либо. В 2007 году Мартин стал старшим научным сотрудником ISI, а в 2008 году был награждён премией в Национальном институте медицинского исследования.

## Книги
- Bland, Martin. An introduction to medical statistics. — Oxford University Press, 1995. — ISBN 978-0-19-262428-4.
- Bland, Martin. Statistical questions in evidence-based medicine / Bland, Martin, Peacock, Janet. — Oxford University Press, 2000. — ISBN 978-0-19-262992-0.